# Епархия Ломас-де-Саморы
Епархия Ломас-де-Саморы (лат. Dioecesis Clivi Zamorensis) — епархия Римско-Католической церкви с центром в городе Ломас-де-Самора, Аргентина. Епархия Ломас-де-Саморы входит в митрополию Буэнос-Айреса. Кафедральным собором епархии Ломас-де-Саморы является церковь Пресвятой Девы Марии Мира.

## История
11 февраля 1957 года Папа Римский Пий XII выпустил буллу «Quandoquidem adoranda», которой учредил епархию Ломас-де-Саморы, выделив её из архиепархии Ла-Платы.
10 апреля 1961 года и 18 июля 1969 года епархия Ломас-де-Саморы уступила часть своей территории для образования соответственно епархий Авельянеды (сегодня — епархия Авельянеды — Лануса) и Сан-Хусто.
24 апреля 2001 года епархия Ломас-де-Саморы передала еще часть территории епархии Авельянеды, которая одновременно была переименована в епархию Авельянеды-Лануса.

## Ординарии епархии
- епископ Filemón Castellano (13.03.1957 — 10.04.1963);
- епископ Alejandro Schell (10.04.1963 — 7.09.1972);
- епископ Desiderio Elso Collino (7.11.1972 — 24.04.2001);
- епископ Agustín Roberto Radrizzani, S.D.B.[1] (24.04.2001 — 27.12.2007), назначен архиепископом Мерседеса-Лухана;
- епископ Jorge Rubén Lugones, S.J. (с 14 октября 2008 года).